# Kernladung
Unter der Kernladung {\displaystyle Q_{Z}} wird in der Chemie und Physik die elektrische Ladung eines Atomkerns verstanden:
{\displaystyle Q_{Z}=Z\cdot e}
mit
- der Anzahl {\displaystyle Z} der Protonen im Kern und
- der Elementarladung {\displaystyle e}.

Vielfach wird statt der Kernladung die Kernladungszahl als die Anzahl der Protonen {\displaystyle Z=Q_{Z}/e} angegeben, die als eine Größe der Dimension Zahl zugleich die Ordnungszahl des jeweiligen chemischen Elementes angibt. Die Kernladungszahl ist ferner – im neutralen, nicht-ionisierten Zustand des betrachteten Atoms – gleich der Anzahl aller Elektronen des Atoms.

## Effektive Kernladung
In Atomen mit mehreren Elektronen werden nicht alle Elektronen vom Atomkern gleich stark angezogen: Kernnahe Elektronen schirmen die positive Ladung nach außen hin ab, so dass kernferne Elektronen nur noch einer geringeren Anziehungskraft durch den Atomkern unterliegen. Diese Abschirmung wird durch die effektive Kernladung {\displaystyle Q_{Z{\text{ eff}}}} berücksichtigt:
{\displaystyle Q_{Z{\text{ eff}}}=Q_{Z}-S}
mit der Abschirmungskonstante {\displaystyle S} nach den Slater-Regeln. Die effektive Kernladung ist also die verbleibende Kernladung, wie sie von einem bestimmten Elektron in einem Mehrelektronenatom "wahrgenommen" wird.
Die effektive Kernladung hängt ab vom Element und der Elektronenkonfiguration. Ebenso wie die Kernladungszahl wird eine effektive Kernladungszahl {\displaystyle Z_{\text{eff}}=Q_{Z{\text{ eff}}}/e} (mit der Einheit Eins) angegeben. Sie ist wichtig zum Verständnis der Ionisierung von Atomen.